# Smittina multanguloporata
Smittina multanguloporata is een mosdiertjessoort uit de familie van de Smittinidae. De wetenschappelijke naam van de soort is voor het eerst geldig gepubliceerd in 2008 door Gontar.